# Сельское поселение Исаклы
Сельское поселение Исаклы — муниципальное образование в Исаклинском районе Самарской области.
Административный центр — село Исаклы.

## Административное устройство
В состав сельского поселения Исаклы входят:
- село Багряш,
- село Исаклы,
- деревня Владимировка,
- деревня Красный Берег,
- деревня Новый Байтермиш.